# Guido von Lusignan

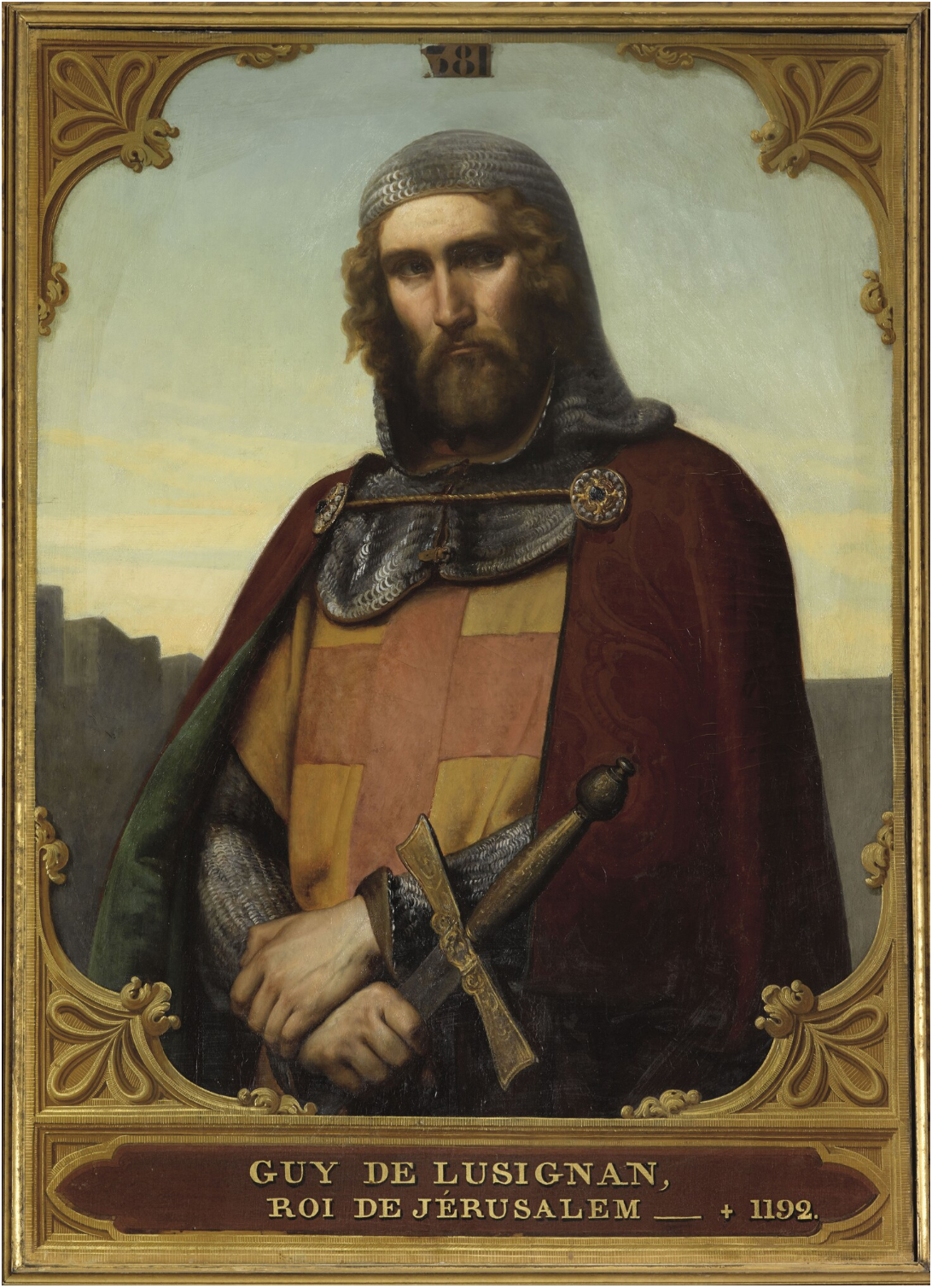
Guido von Lusignan. Romantisiertes Porträt im Schloss Versailles. Maler: François-Édouard Picot um 1845.

Guido von Lusignan (französisch: Guy de Lusignan; * vor 1153; † 1194) war ein westfranzösischer Adliger aus dem Haus Lusignan. Im Heiligen Land wurde er durch Ehe König von Jerusalem und später König von Zypern.
Als König von Jerusalem führte er das Reich in die Niederlage bei Hattin, durch die 1187 die Stadt Jerusalem an Sultan Saladin verloren ging.

## Leben
Guido war ein jüngerer Sohn des Kreuzfahrers Hugo VIII. von Lusignan und dessen Frau Bourgogne, einer Tochter des Gottfried I. von Rancon. Seine Brüder waren Hugo, Gottfried und Amalrich, die ebenfalls historisch prominente Vertreter der Familie sind.

### Werdegang im Heiligen Land
Guido erreichte den Nahen Osten in den 1170er Jahren. 1180 arrangierte der von der Lepra gezeichnete König Balduin IV. die Heirat seiner Schwester Sibylle mit Guido und machte ihn zum Grafen von Jaffa und Askalon und Bailli von Jerusalem. Guido begann bald damit, sich mit seiner Frau Sibylle gegen Balduin und dessen Regenten Raimund III. Graf von Tripolis zu verbünden. 1182 brachte er Balduin IV. dazu, ihn zum Regenten zu ernennen und 1183 zugunsten von Sibylles kleinem Sohn Balduin V. zurückzutreten. Raimund III. war anfangs Regent für Balduin V., aber Guido war in der Lage, diese Position selbst zu übernehmen. Als Balduin V. 1186 starb, forderte Guido den Thron (begründet durch das Erbrecht seiner Ehefrau Sibylle) für sich. Mit Sibylle hatte er zwei Töchter, Alice und Marie, die aber schon jung starben.

### König von Jerusalem

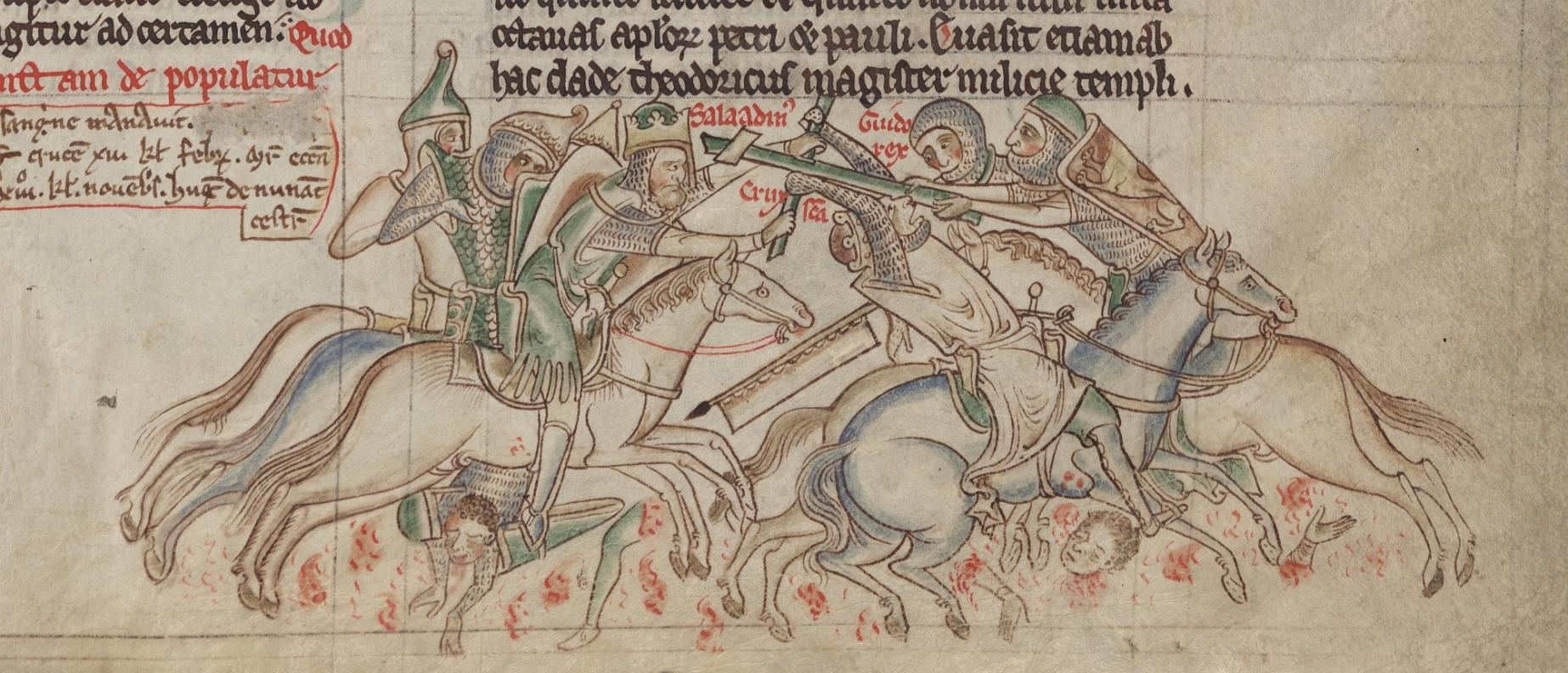
Die Schlacht von Hattin. Saladin entreißt dem fliehenden König Guido das heilige Kreuz. Mittelalterliche Darstellung aus der Chronica majora de Matthäus Paris, 13. Jahrhundert.

Guido kam an die Macht, als der Ayyubiden-Sultan Saladin seine erfolgreichen Angriffe auf das Königreich begann. Viele der Nachkommen der ersten Kreuzfahrer, die im Königreich aufgewachsen waren, wollten Frieden mit Saladin schließen, aber die Neuankömmlinge wie Guido und Rainald von Chatillon suchten den Kampf. Rainald provozierte Saladin mit Überfällen auf Handelskarawanen, selbst als Frieden zwischen dem Königreich und dem Sultan herrschte. 1186 reagierte Saladin mit einer Invasion und dem Ziel, Jerusalem von den Christen zurückzuerobern. 1187 versuchte Guido entgegen Raimunds Rat, Saladins Belagerung von Tiberias aufzuheben; Guidos Armee wurde dabei eingekesselt und vom Wasser abgeschnitten. Am 4. Juli 1187 wurde die Armee des Königreichs in der Schlacht bei Hattin vollständig aufgerieben; Guido wurde gefangen genommen.
In der Folge fielen Jerusalem und der größte Teil des Königreichs an Saladin. Ausnahme war unter anderem Tyrus, das von einem anderen Neuankömmling, nämlich Konrad von Montferrat, verteidigt wurde. 1187 wurde Guido im Austausch für die kampflose Übergabe der Festungsstadt Askalon an Saladin freigelassen. Als Sibylle 1190 starb, verlor Guido seinen Anspruch auf den Thron. Konrad, der Sibylles jüngere Halbschwester Isabella heiratete, beanspruchte nun seinen Platz. Guido hielt seinen Anspruch auf den Thron jedoch aufrecht, worin er vom englischen König Richard Löwenherz, der sich mit dem Dritten Kreuzzug im Land aufhielt, bestärkt wurde. Die französischen und deutschen Kreuzzugsteilnehmer sowie der lokale Adel unterstützten hingegen Konrad. Schließlich, im April 1192, wurde Konrad von den Baronen und Prälaten des Königreichs Jerusalem an Stelle Guidos zum König gewählt.

### Herr von Zypern
Richard, der auf dem Weg ins Heilige Land die Insel Zypern erobert hatte, verkaufte diese im Mai 1192 an Guido, um ihn aus den internen Streitigkeiten in Palästina herauszubringen. Guido gab daraufhin seinen Anspruch auf den Thron von Jerusalem auf und wurde der erste Herrscher des Königreichs Zypern. Er starb 1194 und wurde in der Templer-Kirche von Nikosia begraben. Nach seinem Tod folgte ihm sein Bruder Amalrich als Herrscher Zyperns, der 1197 auch die Krone Jerusalems wiedererlangte. Dessen Nachkommen regierten die Insel bis zum Jahr 1474, als der letzte männliche Nachkomme der Familie, Jakob III., minderjährig starb.